# Козиця
Ко́зиця, або ске́льниця (Rupicapra) — рід ссавців з родини бикових (Bovidae).

## Назва
Нерідко рід (а частіше — його вид Rupicapra rupicapra) називають «скельницею», або «сарною гірською» (Маркевич, Татарко, 1983), що відбиває особливість поширення козиць у скельних місцевостях, у гірських країнах: Піренеї, Альпи, Карпати, Кавказ.

## Види

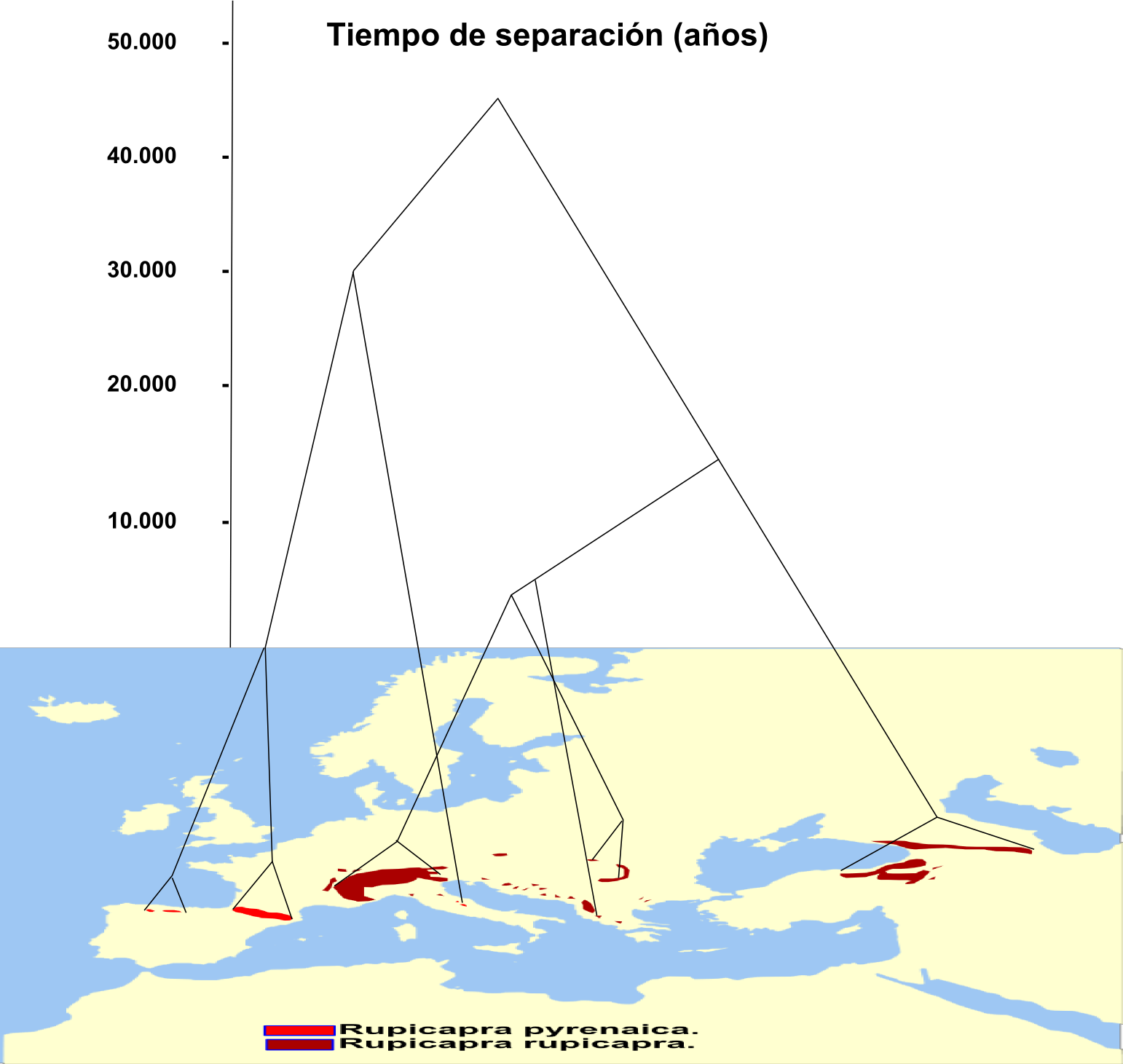
Поширення і ймовірні родинні стосунки окремих географічних форм козиць

Рід представлений у сучасній фауні світу двома видами:
- козиця звичайна, або гірська — Rupicapra rupicapra (Linnaeus, 1758)
- козиця піренейська — Rupicapra pyrenaica (Bonaparte, 1845)

## Скельниця (козиця) в Україні
У 17–19 ст. козиця звичайна була відома у багатьох частинах Карпатської гряди, і ще на поч. 20 ст. її відмічали для території Буковини. Наразі проводяться підготовчі роботи з реакліматизації цього мисливського виду ссавців в українській частині Східних Карпат.